# (35568) 1998 GD9
1998 GD9 (asteroide 35568) é um asteroide da cintura principal. Possui uma excentricidade de 0.17924940 e uma inclinação de 14.23558º.
Este asteroide foi descoberto no dia 2 de abril de 1998 por LINEAR em Socorro.